# ISO 3166-2:MZ
Pour un article plus général, voir ISO 3166-2.

Mozambique

ISO 3166-2:MZ est le code des subdivisions administratives du Mozambique dans la codification ISO 3166-2.

## Mises à jour
Classées par ordre antichronologique :
Néant à mi 2017

## Ville (1) et provinces (10)
Les noms de subdivisions sont listés tel que présenté dans la norme ISO 3166-2 sur la plateforme de consultation en ligne (OBP), publiée par le comité ISO/TC 46 et la Maintenance Agency (ISO 3166/MA).
Cliquer sur les petits triangles à droite des titres de colonne pour trier le tableau suivant le paramètre correspondant.
Click on the button in the header to sort each column.
| Code   | Nom de subdivision | Type de subdivision |
| ------ | ------------------ | ------------------- |
| MZ-MPM | Maputo             | Ville               |
| MZ-P   | Cabo Delgado       | Province            |
| MZ-G   | Gaza               | Province            |
| MZ-I   | Inhambane          | Province            |
| MZ-B   | Manica             | Province            |
| MZ-L   | Maputo             | Province            |
| MZ-N   | Nampula            | Province            |
| MZ-A   | Niassa             | Province            |
| MZ-S   | Sofala             | Province            |
| MZ-T   | Tete               | Province            |
| MZ-Q   | Zambézia           | Province            |

## Source
- Plateforme de consultation en ligne (OBP) > Mozambique (MZ) Norme: ISO 3166 — Codes pour la représentation des noms de pays et de leurs subdivisions